# Nothaltebucht

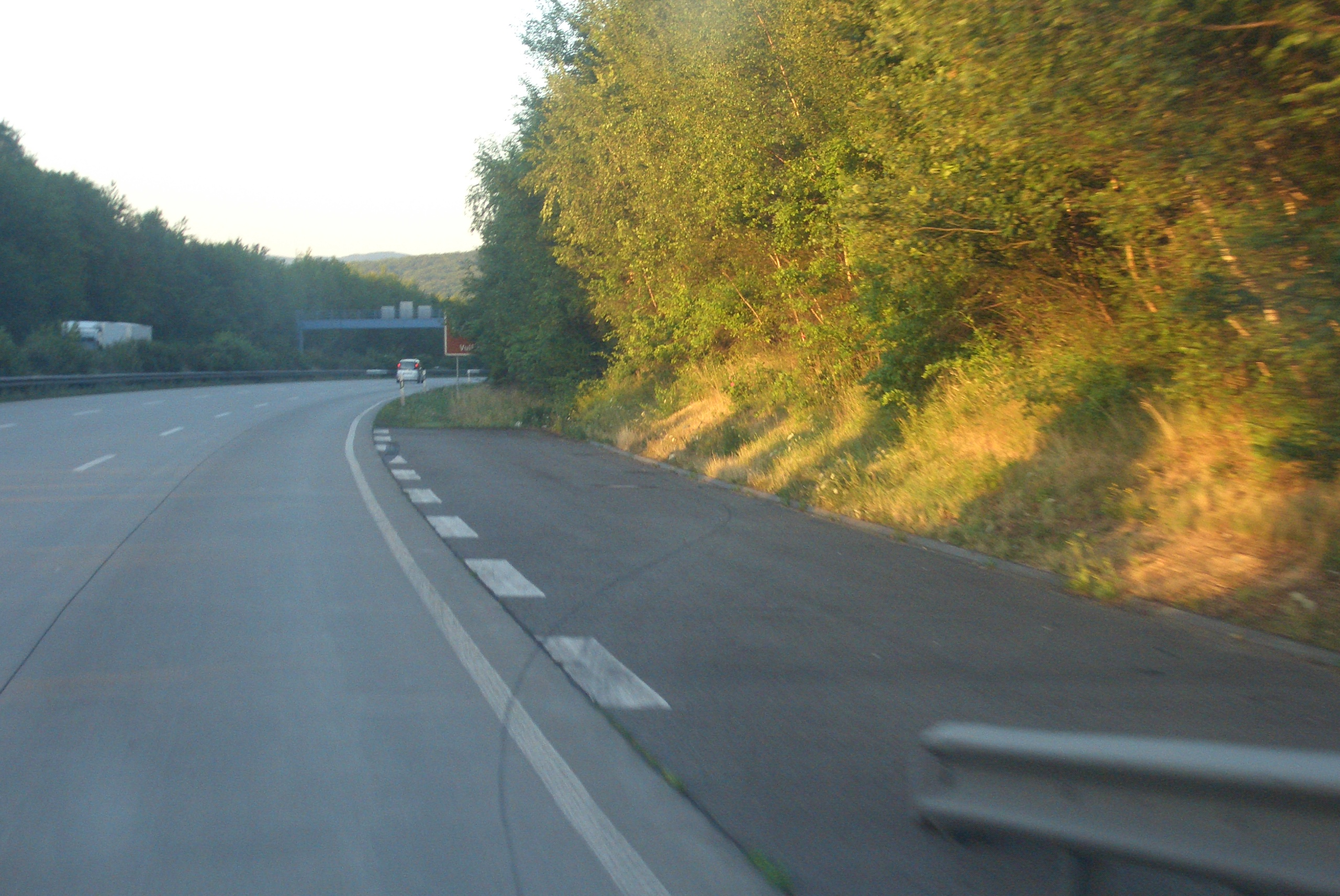
Nothaltebucht an einer deutschen Autobahn

Eine Nothaltebucht ist eine kurze Ausbuchtung neben der Fahrbahn, die nur für Nothalte oder sonstige Notfälle gedacht ist. Sie bietet meist Platz für ein Fahrzeug. In einer Nothaltebucht darf nur im Notfall, wie bei einer Panne gehalten werden. Oft zu finden sind sie in Tunneln, auf stark befahrenen Straßen ohne Standstreifen, im Bereich von Autobahnbaustellen oder an Passstraßen.
In Deutschland unterscheidet man in der Fachsprache (Not-)Haltebuchten an normalen Straßen und Notfallnischen oder Pannenbuchten in Tunneln. Das deutsche Verkehrszeichen heißt dementsprechend „Nothalte- und Pannenbucht“. In Österreich spricht man von Pannenbuchten (§ 53 StVO 1960), in der Schweiz und Liechtenstein von Abstellplätzen für Pannenfahrzeuge (Art. 47 SSV).

## Beschilderung
In fast allen Ländern wird die Nothaltebucht in der Beschilderung mit einem Piktogramm dargestellt, manchmal ergänzt um das Notsignal SOS. Oft gibt es zusätzlich Hinweise auf Notfalleinrichtungen wie Notrufanlagen oder Notausgänge. Die Beschilderung ist im Regelfall unmittelbar in der Bucht angebracht, darüber hinaus kann es, wie in Deutschland, noch Vorankündigungsschilder geben.

Zeichen Nothalte- und Pannenbucht in Deutschland
Hinweiszeichen auf eine Pannenbucht in Österreich
Schweizer Hinweissignal auf einen Abstellplatz für Pannenfahrzeuge
Zeichen Notfallbucht in Italien und Slowenien
Beschilderung einer Nothaltebucht in Irland, wegen Linksverkehr auf der linken Fahrbahnseite
Zeichen Nothaltebucht in Kolumbien
Beschilderung einer Nothaltebucht in Polen
Nothaltebucht-Zeichen in Luxemburg